# Чемпіонат світу з футболу 2018 (кваліфікаційний раунд, УЄФА)

Чемпіонат світу з футболу 2018 (кваліфікаційний раунд, УЄФА)

Кваліфікаційний етап чемпіонату світу з футболу 2018 в Європі визначить учасників ЧС-2018 в Росії від УЄФА. Якщо рішення не змінять, то Європа буде представлена тринадцятьма збірними на чемпіонаті в доповнення до збірної Росії, яка потрапила у фінальну частину завдяки статусу країни-господарки.

## Учасники
У відбірковому турнірі братимуть участь всі члени УЄФА, за винятком Росії (країна-організатор ЧС). Таким чином, в турнірі візьмуть участь 55 команд. Збірні Гібралтару і Косова були включені до участі у відборі на чемпіонат світу вже після жеребкування, оскільки набули членства у ФІФА у травні 2016 року.
| - Австрія - Азербайджан - Албанія - Англія - Андорра - Бельгія - Білорусь - Болгарія - Боснія і Герцеговина - Вірменія - Гібралтар - Греція - Грузія - Данія | - Естонія - Ізраїль - Ірландія - Ісландія - Іспанія - Італія - Казахстан - Кіпр - Косово - Латвія - Литва - Ліхтенштейн - Люксембург | - Північна Македонія - Мальта - Молдова - Нідерланди - Німеччина - Норвегія - Північна Ірландія - Польща - Португалія - Румунія - Сан-Марино - Сербія - Словаччина | - Словенія - Туреччина - Угорщина - Уельс - Україна - Фарерські острови - Фінляндія - Хорватія - Чехія - Чорногорія - Швейцарія - Швеція - Шотландія |

## Формат
Формат відбіркового турніру був затверджений виконавчим комітетом УЄФА на засіданні 22-23 березня 2015. Він залишається аналогічним тому, що традиційно використовується для відбору європейських учасників чемпіонату світу, а також при відборі команд на ЧЄ.
52 команди розділять на 9 груп (7 груп по 6 команд і 2 групи по 5 команд), у рамках яких буде проведений турнір у два кола. Переможці груп виходять на ЧС напряму. Найкращі вісім із команд, які зайняли 2-гі місця в групах, розбиваються на пари, в яких грають стикові матчі за принципом «вдома та в гостях». 4 переможці також виходять у фінальну частину чемпіонату світу.
Після входження до ФІФА футбольних федерацій Косова та Гібралтару, кількість команд у всіх групах відбору сягнула 6 команд. Збірна Гібралтару стало шостою у групі H, а збірна Косова — у групі I, оскільки УЄФА з міркувань безпеки ухвалила рішення про розведення косоварів зі збірною Боснії і Герцеговини.

### Кошики
| Кошик 1                                                                                         | Кошик 2                                                                                                 | Кошик 3                                                                                            | Кошик 4 | Кошик 5                                                                                                | Кошик 6                                                                         |
| ----------------------------------------------------------------------------------------------- | --- | -------------------------------------------------------------------------------------------------- | --- | --- | ------------------------------------------------------------------------------- |
| - Німеччина - Бельгія - Нідерланди - Португалія - Румунія - Англія - Уельс - Іспанія - Хорватія | - Словаччина - Австрія - Італія - Швейцарія - Чехія - Франція - Ісландія - Данія - Боснія і Герцеговина | - Україна - Шотландія - Польща - Угорщина - Швеція - Албанія - Північна Ірландія - Сербія - Греція | - Туреччина - Словенія - Ізраїль - Ірландія - Норвегія - Болгарія - Фарерські острови - Чорногорія - Естонія | - Кіпр - Латвія - Вірменія - Фінляндія - Білорусь - Північна Македонія - Азербайджан - Литва - Молдова | - Казахстан - Люксембург - Ліхтенштейн - Грузія - Мальта - Сан-Марино - Андорра |

Примітка: команди, виділені жирним, вийшли на Чемпіонат світу
Жеребкування відбіркового турніру
25 липня 2015 року в Санкт-Петербурзі (Росія) відбулось жеребкування відбіркового турніру до ЧС-2018. Команди із шостого кошика було розміщено до груп від A до G, а з інших кошиків — від A до I. Таким чином, 52 європейські команди були розміщені до 9 груп (сім груп по 6 команд у кожній і дві групи — по 5 команд). Збірна команда України попала до групи І разом з Хорватією, Ісландією, Туреччиною та Фінляндією. 53-ю європейською командою є збірна Росії, яка на правах господаря турніру почне участь у ЧС-2018 вже з фінальної частини (до цього вона проводитиме товариські зустрічі зі збірними однієї з груп, де є 5 команд у рамках єдиного розкладу, з тією командою, яка вільна від офіційних відбіркових ігор у даний день). Збірна команда Гібралтару є повноправним членом УЄФА з 24 травня 2013 року і брала участь у відбіркових матчах до Чемпіонату Європи з футболу 2016.
| Група A                                                | Група B                                                        | Група C                                                           | Група D                                      | Група E                                            | Група F                                           | Група G                                                       | Група H                                                    | Група I                                              |
| ------------------------------------------------------ | -------------------------------------------------------------- | ----------------------------------------------------------------- | -------------------------------------------- | -------------------------------------------------- | ------------------------------------------------- | ------------------------------------------------------------- | ---------------------------------------------------------- | ---------------------------------------------------- |
| Нідерланди Франція Швеція Болгарія Білорусь Люксембург | Португалія Швейцарія Угорщина Фарерські острови Латвія Андорра | Німеччина Чехія Північна Ірландія Норвегія Азербайджан Сан-Марино | Уельс Австрія Сербія Ірландія Молдова Грузія | Румунія Данія Польща Чорногорія Вірменія Казахстан | Англія Словаччина Шотландія Словенія Литва Мальта | Іспанія Італія Албанія Ізраїль Північна Македонія Ліхтенштейн | Бельгія Боснія і Герцеговина Греція Естонія Кіпр Гібралтар | Хорватія Ісландія Україна Туреччина Фінляндія Косово |

## Терміни та розклад матчів
Відбірковий турнір розпочався 4 вересня 2016 та завершиться 14 листопада 2017.

## Групи

### Група A
| М  | Команда    | І  | В | Н | П | МЗ | МП | РМ  | О  |
| -- | ---------- | -- | - | - | - | -- | -- | --- | -- |
| 1. | Франція    | 10 | 7 | 2 | 1 | 18 | 6  | +12 | 23 |
| 2. | Швеція     | 10 | 6 | 1 | 3 | 26 | 9  | +17 | 19 |
| 3. | Нідерланди | 10 | 6 | 1 | 3 | 21 | 12 | +9  | 19 |
| 4. | Болгарія   | 10 | 4 | 1 | 5 | 14 | 19 | −5  | 13 |
| 5. | Люксембург | 10 | 1 | 3 | 6 | 8  | 26 | −18 | 6  |
| 6. | Білорусь   | 10 | 1 | 2 | 7 | 6  | 21 | −15 | 5  |

### Група B
| М  | Команда           | І  | В | Н | П | МЗ | МП | РМ  | О  |
| -- | ----------------- | -- | - | - | - | -- | -- | --- | -- |
| 1. | Португалія        | 10 | 9 | 0 | 1 | 32 | 4  | +28 | 27 |
| 2. | Швейцарія         | 10 | 9 | 0 | 1 | 23 | 7  | +16 | 27 |
| 3. | Угорщина          | 10 | 4 | 1 | 5 | 14 | 14 | 0   | 13 |
| 4. | Фарерські острови | 10 | 2 | 3 | 5 | 4  | 16 | −12 | 9  |
| 5. | Латвія            | 10 | 2 | 1 | 7 | 7  | 18 | −11 | 7  |
| 6. | Андорра           | 10 | 1 | 1 | 8 | 2  | 23 | −21 | 4  |

### Група C
| М  | Команда           | І  | В  | Н | П  | МЗ | МП | РМ  | О  |
| -- | ----------------- | -- | -- | - | -- | -- | -- | --- | -- |
| 1. | Німеччина         | 10 | 10 | 0 | 0  | 43 | 4  | +39 | 30 |
| 2. | Північна Ірландія | 10 | 6  | 1 | 3  | 17 | 6  | +11 | 19 |
| 3. | Чехія             | 10 | 4  | 3 | 3  | 17 | 10 | +7  | 15 |
| 4. | Норвегія          | 10 | 4  | 1 | 5  | 17 | 16 | +1  | 13 |
| 5. | Азербайджан       | 10 | 3  | 1 | 6  | 10 | 19 | −9  | 10 |
| 6. | Сан-Марино        | 10 | 0  | 0 | 10 | 2  | 51 | −49 | 0  |

### Група D
| М  | Команда  | І  | В | Н | П | МЗ | МП | РМ  | О  |
| -- | -------- | -- | - | - | - | -- | -- | --- | -- |
| 1. | Сербія   | 10 | 6 | 3 | 1 | 20 | 10 | +10 | 21 |
| 2. | Ірландія | 10 | 5 | 4 | 1 | 12 | 6  | +6  | 19 |
| 3. | Уельс    | 10 | 4 | 5 | 1 | 13 | 6  | +7  | 17 |
| 4. | Австрія  | 10 | 4 | 3 | 3 | 14 | 12 | +2  | 15 |
| 5. | Грузія   | 10 | 0 | 5 | 5 | 8  | 14 | −6  | 5  |
| 6. | Молдова  | 10 | 0 | 2 | 8 | 4  | 23 | −19 | 2  |

### Група E
| М  | Команда    | І  | В | Н | П | МЗ | МП | РМ  | О  |
| -- | ---------- | -- | - | - | - | -- | -- | --- | -- |
| 1. | Польща     | 10 | 8 | 1 | 1 | 28 | 14 | +14 | 25 |
| 2. | Данія      | 10 | 6 | 2 | 2 | 20 | 8  | +12 | 20 |
| 3. | Чорногорія | 10 | 5 | 1 | 4 | 20 | 12 | +8  | 16 |
| 4. | Румунія    | 10 | 3 | 4 | 3 | 11 | 10 | +1  | 13 |
| 5. | Вірменія   | 10 | 2 | 1 | 7 | 10 | 26 | −16 | 7  |
| 6. | Казахстан  | 10 | 0 | 3 | 7 | 6  | 26 | −20 | 3  |

### Група F
| М  | Команда    | І  | В | Н | П | МЗ | МП | РМ  | О  |
| -- | ---------- | -- | - | - | - | -- | -- | --- | -- |
| 1. | Англія     | 10 | 8 | 2 | 0 | 18 | 3  | +15 | 26 |
| 2. | Словаччина | 10 | 6 | 0 | 4 | 17 | 7  | +10 | 18 |
| 3. | Шотландія  | 10 | 5 | 3 | 2 | 17 | 12 | +5  | 18 |
| 4. | Словенія   | 10 | 4 | 3 | 3 | 12 | 7  | +5  | 15 |
| 5. | Литва      | 10 | 1 | 3 | 6 | 7  | 20 | −13 | 6  |
| 6. | Мальта     | 10 | 0 | 1 | 9 | 3  | 25 | −22 | 1  |

### Група G
| М  | Команда            | І  | В | Н | П  | МЗ | МП | РМ  | О  |
| -- | ------------------ | -- | - | - | -- | -- | -- | --- | -- |
| 1. | Іспанія            | 10 | 9 | 1 | 0  | 36 | 3  | +33 | 28 |
| 2. | Італія             | 10 | 7 | 2 | 1  | 21 | 12 | +9  | 23 |
| 3. | Албанія            | 10 | 4 | 1 | 5  | 10 | 13 | −3  | 13 |
| 4. | Ізраїль            | 10 | 4 | 0 | 6  | 10 | 15 | −5  | 12 |
| 5. | Північна Македонія | 10 | 3 | 2 | 5  | 15 | 15 | 0   | 11 |
| 6. | Ліхтенштейн        | 10 | 0 | 0 | 10 | 1  | 39 | −38 | 0  |

### Група H
| М  | Команда              | І  | В | Н | П  | МЗ | МП | РМ  | О  |
| -- | -------------------- | -- | - | - | -- | -- | -- | --- | -- |
| 1. | Бельгія              | 10 | 9 | 1 | 0  | 43 | 6  | +37 | 28 |
| 2. | Греція               | 10 | 5 | 4 | 1  | 17 | 6  | +11 | 19 |
| 3. | Боснія і Герцеговина | 10 | 5 | 2 | 3  | 24 | 13 | +11 | 17 |
| 4. | Естонія              | 10 | 3 | 2 | 5  | 13 | 19 | −6  | 11 |
| 5. | Кіпр                 | 10 | 3 | 1 | 6  | 9  | 18 | −9  | 10 |
| 6. | Гібралтар            | 10 | 0 | 0 | 10 | 3  | 47 | −44 | 0  |

### Група I
| М  | Команда   | І  | В | Н | П | МЗ | МП | РМ  | О  |
| -- | --------- | -- | - | - | - | -- | -- | --- | -- |
| 1. | Ісландія  | 10 | 7 | 1 | 2 | 16 | 7  | +9  | 22 |
| 2. | Хорватія  | 10 | 6 | 2 | 2 | 15 | 4  | +11 | 20 |
| 3. | Україна   | 10 | 5 | 2 | 3 | 13 | 9  | +4  | 17 |
| 4. | Туреччина | 10 | 4 | 3 | 3 | 14 | 13 | +1  | 15 |
| 5. | Фінляндія | 10 | 2 | 3 | 5 | 9  | 13 | −4  | 9  |
| 6. | Косово    | 10 | 0 | 1 | 9 | 3  | 24 | −21 | 1  |

## Плей-оф
В матчах плей-оф братимуть участь вісім кращих збірних, які посядуть другі місця. Матчі проти команд, що займуть останні місця в групах, не враховуються.
Для визначення найкращих 8-ми команд із 9-ти використовуються такі ж самі критерії, як і для визначення місця команди у групі, беручи до уваги, що особистих зустрічей між командами не могло бути:
1. Кількість очок;
2. Різниця забитих і пропущених м'ячів;
3. Кількість забитих м'ячів.

Якщо не вдалося визначити 8-м найкращих команд за цими критеріями, то ФІФА призначає матчі плей-оф на нейтральному полі.
| М  | Команда           | І | В | Н | П | МЗ | МП | РМ  | О  | Результат           | Група |
| -- | ----------------- | - | - | - | - | -- | -- | --- | -- | ------------------- | ----- |
| 1. | Швейцарія         | 8 | 7 | 0 | 1 | 18 | 6  | +12 | 21 | Проходять в плей-оф | В     |
| 2. | Італія            | 8 | 5 | 2 | 1 | 12 | 8  | +4  | 17 | Проходять в плей-оф | G     |
| 3. | Данія             | 8 | 4 | 2 | 2 | 13 | 6  | +7  | 14 | Проходять в плей-оф | E     |
| 4. | Хорватія          | 8 | 4 | 2 | 2 | 8  | 4  | +4  | 14 | Проходять в плей-оф | I     |
| 5. | Швеція            | 8 | 4 | 1 | 3 | 18 | 9  | +9  | 13 | Проходять в плей-оф | A     |
| 6. | Північна Ірландія | 8 | 4 | 1 | 3 | 10 | 6  | +4  | 13 | Проходять в плей-оф | C     |
| 7. | Греція            | 8 | 3 | 4 | 1 | 9  | 5  | +4  | 13 | Проходять в плей-оф | H     |
| 8. | Ірландія          | 8 | 3 | 4 | 1 | 7  | 5  | +2  | 13 | Проходять в плей-оф | D     |
| 9. | Словаччина        | 8 | 4 | 0 | 4 | 11 | 6  | +5  | 12 |                     | F     |

Далі 8-м команд розбиваються на пари. Команди у парах проводять по два матчі (домашній і виїзний).
Жеребкування відбулося 17 жовтня 2017 року. Перші матчі відбудуться в період 9-11 листопада, а матчі-відповіді — 12-14 листопада 2017 року.
| Команда 1         | Заг. | Команда 2 | 1-й матч | 2-й матч |
| ----------------- | ---- | --------- | -------- | -------- |
| Північна Ірландія | 0:1  | Швейцарія | 0:1      | 0:0      |
| Хорватія          | 4:1  | Греція    | 4:1      | 0:0      |
| Данія             | 5:1  | Ірландія  | 0:0      | 5:1      |
| Швеція            | 1:0  | Італія    | 1:0      | 0:0      |